# Pasquasia
(Enzo Fragalà, Replica alla risposta della sua interpellanza n. 2-00308: nel Resoconto stenografico dell'Assemblea della Camera dei Deputati Seduta n. 154 del 5/6/2002)
Pasquasìa è stata la più importante miniera per l'estrazione di sali alcalini misti, e in particolare di kainite, per la produzione di solfato di potassio della Sicilia, situata in provincia di Enna, in territorio della città capoluogo, lungo la valle del fiume Morello.
Pasquasia sorge su un dosso lungo a sud della strada statale 122 Agrigentina, a metà a 18 km da Enna e 22 km da Caltanissetta, nell'omonima contrada, a nord del monte Pasquasia a 440 m di altezza e a est del fiume Morello; coinvolge un'area di 70 ettari.
Essa è oggi, probabilmente, uno dei più validi esempi reperibili in Sicilia di archeologia industriale: il grande complesso di strutture servivano le massicce attività della miniera di estrazione e lavorazione del solfato di potassio. Le strutture, moderne ed efficienti, sono ben visibili dalla strada statale sottostante e appaiono come grandi edifici, tra cui il castelletto d'acciaio, ormai in rovina. Il Pozzo 3, uno dei quattro presenti, è invece incuneato nel demanio forestale.

## Storia
L'Italia storicamente ha sempre importato cloruro di potassio per alcune centinaia di migliaia di tonnellate all'anno. L'Italia, infatti, annualmente ha importato circa 200.000 t di sali potassici per un valore attuale di circa 85 milioni di euro.
Sin dal 1919, a Pasquasia, era nota la presenza di giacimenti di sali potassici che erano stati utilizzati per qualche anno dalla società S.P.E.M. poi liquidata nel 1931.
Le miniere furono riaperte nel 1959 dalla Montecatini; nel 1972 l'Ente minerario siciliano e l'Eni che acquistarono la maggioranza della società e costituirono una nuova società ISPEA (Industria sali potassici e affini).
Già nel 1961 la produzione raggiungeva le 150.000 tonnellate, rendendo così l'Italia autosufficiente per il minerale di potassio, per arrivare poi ad esportare negli anni Sessanta e Settanta il minerale che è usato nei fertilizzanti in agricoltura.
Nella produzione di solfato di potassio subentrò la società Italkali nel 1985, le attività della miniera cessarono repentinamente il 27 luglio 1992, ufficialmente in risposta ad una sentenza del Tribunale di Enna in merito ad un problema di inquinamento del fiume Morello dovuto alle attività dello stesso impianto di estrazione.
Inizialmente l'estrazione di materiale era orientata alla silvite (KCl·NaCl) e carnallite (KCl·MgCl2·6H2O); in seguito si scoprì un notevole giacimento di kainite (MgSO4·KCl·3H2O) e quindi l'impianto fu attrezzato opportunamente con un moderno stabilimento di flottazione per la sua successiva trasformazione della kainite in solfato di potassio (K2·SO4).
Modernamente attrezzata, utilizzava per l'estrazione ed il trasporto del minerale mezzi meccanici all'avanguardia quali: minatori continui, perforatrici, pale frontali, carri spatola, dumpers, disgaggiatori meccanici, piattaforme aeree e nastrolinee con bilance dosimetriche. La miniera veniva coltivata con il metodo detto a: “camere e pilastri abbandonati”.
Possedeva 4 pozzi di sfiato, di cui il più profondo arriva a 1000 m di profondità, ed una rampa di accesso con una pendenza del 17%, lunga 1800 m con diametro di 26 m di sezione principale.
Agli inizi degli anni 80 l'ENEA ha effettuato studi per definire l'eventuale possibilità di stoccaggio definitivo di scorie nucleari. Studio interrotto con un'ordinanza dall'allora sindaco della città ennese nel 1986.
L'Italkali, che è proprietaria anche dalla miniera di Realmonte, nel 1995 dopo la chiusura della miniera, consegnò al distretto minerario di Caltanissetta gli stabilimenti di superficie e le gallerie in buono stato di conservazione, fatte salve le gallerie profonde.
Prima del 1992 il Ministero dell'Industria aveva stanziato un finanziamento di 30 miliardi di lire per investimenti, pari al doppio della somma elargita, finalizzati a potenziare le attività di estrazione della miniera; questi finanziamenti vengono revocati nel 1996 per la sopraggiunta inattività della miniera.
Nell'aprile del 1996 l'Ente Minerario Siciliano ha provveduto alla chiusura ermetica delle porte di accesso alle gallerie.
Dal 1º gennaio 1999 la proprietà, con lo scioglimento dell'EMS, è passata alla Regione Siciliana che ne cura la sorveglianza. Al 30 gennaio 2009 non vi è alcun piano di cartolarizzazione e vendita a terzi della miniera, che rimane di proprietà del demanio regionale anche dopo la chiusura definitiva dell'Ente minerario siciliano.
Il 24 maggio 2002 l'ARPA ha l'incarico di redigere un piano di caratterizzazione relativo al sito minerario di Pasquasia: «in conformità al D.M. n.471/99 recante “…criteri, procedure e modalità per la messa in sicurezza, la bonifica e il ripristino Relazione della Commissione Speciale Pasquasia ambientale dei siti inquinati, ai sensi dell'articolo 17 del D.L. 05/01/97 n. 22 e successive modificazioni».
Il 17 novembre 2008 viene istituita una "Commissione Speciale Pasquasia" per sovraintendere alle attività future della miniera abbandonata, al fine di redigere uno studio che valuti, nel dettaglio, la eventuale possibilità di riapertura e messa in produzione della miniera e dello stabilimento di lavorazione dei sali ad essa collegato.
A quella data l'area risulta parzialmente controllata da personale di sorveglianza.
Questo piano prevede, qualora gli esperti riterranno in futuro non economicamente produttiva la miniera tenendo anche conto delle più recenti tecnologie di estrazione, si debba comunque mettere in sicurezza la stessa da eventuali fenomeni di inquinamento e provvedere alla valorizzazione della stessa.
Tenendo anche conto che il sito rientra nel Rocca di Cerere Geopark, e come tale esso può rappresentare una struttura di archeologia industriale da valorizzare in una logica di tipo turistico.
Dopo un lungo iter burocratico, il 28 luglio 2013 viene comunicato l'inizio dei lavori di bonifica della miniera dai residui di amianto ed oli cancerogeni.
Verrà successivamente valutata la possibilità di riprendere l'attività estrattiva, ciò visto anche l'esistenza di autorevoli stime secondo le quali il magnesio presente arriva al 16% come MgO e il 10% con Mg puro. Materiale presente per i prossimi venti anni o anche più.
Nel 2023 viene presentata una lettera, al Presidente del Consiglio dei Ministri in carica, da parte di Mauro Crisafulli che chiede i motivi della chiusura della miniera e chiede anche di fare chiarezza sui fatti accaduti negli ultimi decenni.

## Minerali presenti
La miniera di Pasquasia produceva 2 milioni di tonnellate di sali potassici e kainite, rendendo da sola l'Italia autosufficiente per la produzione di potassio. I minerali in forma cristallina presenti sono:
- Bischofite
- Carnallite
- Halite o salgemma
- Leonite
- Silvite

## Chiusura
La chiusura della miniera è avvenuta repentinamente e inaspettatamente il 27 luglio 1992.
Essa a partire dagli anni sessanta ha rappresentato una delle più importanti fonti occupazionali per le provincia di Enna e di Caltanissetta, tanto che la sua chiusura è stata seguita da durissime proteste delle popolazioni locali.
Infatti, durante l'attività dell'ultima fase, Pasquasia dava direttamente lavoro a circa 500 dipendenti con un indotto altrettanto numeroso. Grazie alla sua produzione, l'Italkali, azienda gestore, era la terza fornitrice mondiale di sali potassici (solfato di potassio), per il cui trattamento di flottazione era stato anche creato l'invaso sul fiume Morello.
La chiusura della miniera ha decretato, a livello mondiale, la dismissione della Sicilia alla fornitura di sali potassici e derivati.
Secondo il dottor Thomas Chaize il mercato mondiale del potassio e dei sali potassici derivanti, come il cloruro di potassio, è in mano a poche multinazionali che monopolizzano la produzione e vendita del minerale utile soprattutto in agricoltura vista anche la mancanza di validi succedanei.
(Il cloruro di potassio)
Secondo alcune stime, Pasquasia sarebbe potuta rimanere in attività per altri 8 anni, ma altre fonti autorevoli parlano di un periodo di produzione utile anche di venti anni. Secondo dati del 1998 della stessa Italkali, la miniera era prevedibilmente produttiva per almeno un trentennio, con un livello produttivo medio annuo pari a due milioni di tonnellate del minerale kainite.
Oggi il principale produttore mondiale di sali potassici è il Canada con i giacimenti di silvite del Saskatchewan, seguita dalla Russia con i suoi giacimenti di Solikamsk nella regione di Perm', negli Urali, dalla Bielorussia, dalla Germania con giacimenti in Alsazia, da Israele e dalla Giordania, queste ultime due utilizzano le acque del Mar Morto molto saline.

### Cause della chiusura
Sul perché la miniera è stata chiusa, in modo così repentino malgrado l'abbondanza di minerale, negli anni si sono sostenute due tesi contrapposte.

#### Stoccaggio di rifiuti radioattivi
Una ipotesi, che negli anni ha avuto molta presa su stampa e mass media, sosterrebbe che la chiusura sia avvenuta per consentire lo stoccaggio di rifiuti radioattivi, visti anche gli studi geologici fatti nel sito precedentemente la sua chiusura.
Questa ipotesi fu sostenuta anche nel 2001 dal deputato Ugo Grimaldi, già Assessore al Territorio e all'Ambiente della Regione Siciliana nel 1997. Infatti in un'intervista fatta dal giornalista Angelo Severino, egli solleva la questione che all'interno della miniera si trovino scorie radioattive, visti anche i diversi tentativi di occultamento, quali il riempimento del pozzo grande (sfiatatoio profondo 1000 metri).
Inoltre, secondo il giornalista, la presenza di Cesio-137, che è stato rilevato nei dintorni della miniera, potrebbe essere dovuto ad «un inaspettato incidente nucleare verificatosi probabilmente intorno al 1995 durante una fase sperimentale di laboratorio da parte dell'ENEA.»
Infatti, l'ENEA, con il professore Enzo Farabegoli, è noto che avesse in precedenza studiato la fattibilità dello stoccaggio di scorie nucleari nel sito di Pasquasia, sito che era già stato censito come idoneo allo stoccaggio in una conferenza tenutasi a Washington, D.C. il 15-16 luglio 1989.
La presenza del Cesio-137 nelle vicinanze di Pasquasia, venne riscontrata, dall'Usl nel 1997, «in concentrazione ben superiore alla norma.»
Inoltre, la Procura della Repubblica di Caltanissetta e la Direzione Distrettuale Antimafia hanno confermato l'esistenza di «un procedimento penale, archiviato nel 2003, a carico di noti indagati per reati ambientali correlati allo smaltimento dei rifiuti» e soprattutto «anche radioattivi all'interno della miniera in questione». Ma l'accesso alla documentazione non è possibile in quanto la stessa Procura conferma che «tali atti tuttavia non sono ostensibili in quanto coperti da segreto».
Tra l'altro nel 2008 l'allora Governo di Romano Prodi, ha esteso il segreto di Stato sull'individuazione del sito unico di stoccaggio delle scorie nucleari (G.U. 16 aprile 2008 n. 90).
Nel 2013 RaiNews ha realizzato una video inchiesta, intitolata "Miniere di Stato" di durata 25 minuti sul sito dismesso, ricostruendo la possibilità di smaltimento di rifiuti, anche radioattivi, all'interno della cava mineraria.
Inquietante anche il fatto che correla la morte per omicidio dell'avvocato Enzo Fragalà, noto penalista palermitano e deputato alla camera barbaramente ucciso il 23 gennaio 2010, con la sua attività di inchiesta e denunzia sugli abusi fatti dalla mafia nella miniera (vedi il suo atto ispettivo numero 2-00308 del 22 aprile 2002).

Ma ancora più drammatica e inquietante la notizia secondo cui il giudice Paolo Borsellino sarebbe stato ucciso per le vicende mafiose che riguardavano la miniera. Infatti il giornalista Gianni Lannes su un suo articolo: "Una tomba nucleare" del gennaio 2012 scrive che: 
(Gianni Lannes, "Una tomba Nuclearegennaio 2012)
Secondo la procura di Caltanissetta, negli 11 Comuni vicini alle miniere di Pasquasia e Bosco Palo il 43% dei decessi avviene a causa di tumore, e nel territorio del Comune di Caltanissetta nel biennio 2008-2009 vi sono stati quasi 4.000 morti contro i 1200 della media nazionale.

#### Interessi forti sulla mancata riconversione
All'ipotesi che il sito sia stato utilizzato come fonte di stoccaggio di rifiuti radioattivi, si contrappone la tesi sostenuta da fonti interne al personale della miniera, secondo la quale la chiusura della miniera potrebbe essere dovuta alla mancata volontà politica di riconvertire il sito verso la più profittevole e strategica produzione di magnesio, presente come solfato nella kainite.
La riconversione si era resa necessaria perché la produzione del sale potassico a quel tempo avveniva con costi troppo elevati. Secondo questa tesi la riconversione, che era ormai necessaria ed urgente, veniva osteggiata e bloccata da interessi forti di multinazionali statunitensi e tedesche, le stesse che oggi hanno il monopolio della produzione di magnesio.
A sostegno di ciò Giuseppe Fava, l'indimenticato giornalista siciliano, scrisse sulla rivista da lui diretta: I Siciliani che Pasquasia possa essere stata abbandonata al suo destino per volere di grossi interessi di compagnie minerarie, poiché il vero potenziale economico della miniera era legato non tanto all'uso del sale potassico come fertilizzante, quanto al ruolo che, nel minerale Kainite, è dato dal magnesio. Minerale di cui è ricca la miniera. Va ricordato che il magnesio ha un utilizzo strategico anche in importanti le applicazioni militari e tecnologiche.
Questa tesi viene ripresa da Giuseppe Regalbuto (presidente della Commissione Miniere dismesse dell'Urps) che sostiene che la miniera è stata chiusa malgrado un attivo di 5 miliardi di lire e con una produzione complessiva di circa 6.000 tonnellate di salgemma; lo stesso autore sostiene che insieme ai rifiuti radioattivi la miniera possa essere stata oggetto di stoccaggio di rifiuti a base di amianto, come l'Eternit.
L'inquinamento del sito secondo questa ipotesi può essere dovuto semplicemente a cause interne, quali gli oli esausti dei trasformatori, ammine aromatiche e chimec 12 (usati nei processi di flottazione del minerale), oltre all'amianto presente in abbondanza nei rivestimenti dei capannoni. Inoltre, i fanghi della lavorazione del sale potassico, ricchi di magnesio, sono stati stoccati nel pozzo grande profondo 1000 metri, riempiendolo quasi completamente insieme a materiali di risulta vari.
La radioattività riscontrata nell'ambiente potrebbe essere dovuta alla dispersione del Cesio-137 o Cobalto-60, presente nei sensori radiometrici dei nastri trasportatori abbandonati all'interno delle gallerie.
Difficilmente oggi la miniera può essere utilizzata come deposito di scorie radioattive, poiché dal momento che è abbandonata le acque di falda hanno invaso le gallerie rendendole inutilizzabili, fatto salvo, forse, il periodo immediatamente successivo alla chiusura della stessa miniera.